# 53W53
53 West 53 (також відомий як 53W53 і раніше відомий як Tower Verre) — супервисотний хмарочос на 53-ій західній вулиці у районі Мідтаун Манхеттен у Нью-Йорку, поруч із Музеєм сучасного мистецтва (MoMA). Його розробили компанії Pontiac Land Group та Hines. З висотою 320 метрів, 53 West 53 є дванадцятою за висотою завершеною будівлею в місті станом на січень 2025.
53 West 53 спроєктований французьким архітектором Жаном Нувелем і має 77 поверхів; найвищий поверх має номер 87, оскільки деякі номери пропущені. Фасад будівлі містить бетонний діагрид, який забезпечує структурну підтримку. Північний і південний фасади нахиляються всередину до набору з п'яти шпилів різної висоти. Будівля є багатофункціональною: у нижніх поверхах розташовані виставкові зали Музею сучасного мистецтва та приватний ресторан, а у вежі — 145 житлових кондомініумів з інтер'єрами, розробленими Тьєррі Деспоном. На 12-16 поверхах розташовані зони для відпочинку, а на 46 і 47 поверхах — лаунж-зона.
Плани будівництва Tower Verre, хмарочоса висотою 381 метр на 53-ій вулиці, були оголошені у 2007 році разом із розширенням Музею сучасного мистецтва. Первісний проєкт у 2009 році був зменшений на 61 метр після протестів проти його початкової висоти. Будівництво було відкладене до 2013 року через труднощі з фінансуванням. Роботи розпочалися наприкінці 2014 року, а продажі стартували наступного року. Будівлю офіційно завершили в середині 2018 року, а будівництво було повністю завершено на початку 2020 року, хоча більшість квартир залишалася непроданою.

## Місцезнаходження
53 West 53 розташований за адресою 53-тя вулиця (53 West 53rd Street) у районі Мідтаун Манхеттен у Нью-Йорку. Будівля займає північну сторону 53-ї вулиці між П'ятою авеню та Шостою авеню. Земельна ділянка займає 1 645,6 метрів квадратних або 1 724,3 метрів квадратних. Фасад будівлі має ширину 26,62 м уздовж 53-ї вулиці на півдні та 29,7 м уздовж 54-ї вулиці на півночі, а глибина ділянки становить 200 фут (61 м).
Серед сусідніх будівель — CBS Building на півдні, Credit Lyonnais Building на південному заході, New York Hilton Midtown на заході, 1345 Avenue of the Americas на північному заході, Warwick New York Hotel на півночі, 46 West 55th Street на північному сході та Музей сучасного мистецтва (MoMA) на сході. 53 West 53 є частиною великого проєкту забудови північного Мідтауна Манхеттена, який ЗМІ називають Алеєю мільярдерів Інші будівлі на Алеї мільярдерів включають 432 Park Avenue, 111 West 57th Street, One57 і Central Park Tower на 57-й вулиці, а також 220 Central Park South на 59-й вулиці.

## Архітектура
Офіційно названа як 53 West 53 будівля була спроєктована французьким архітектором Жаном Нувелем як 77-поверхова вежа на 145 квартир. Будівля має 77 фізичних поверхів, однак верхній поверх пронумерований як 87-й через пропуски у нумерації.
- 1–6 будівельні поверхи відповідають маркетинговим номерам 1–6
- 7-й будівельний поверх — маркетинговий номер 12
- 8–34 будівельні поверхи — маркетингові номери 14–40
- 35–77 будівельні поверхи — маркетингові номери 45–87

Фізичного третього поверху немає, номер 3 пропущено. Нумерація відповідає основній будівлі MoMA (Музею сучасного мистецтва), третій поверх якої не розширюється на № 53 53-ої вулиці.
Також будівля має два підземні рівні: верхній використовується MoMA для зберігання, а нижній містить технічні приміщення. Найвищий зайнятий поверх розташований на висоті 270 м над землею. Загальна висота вежі становить 319,94 м від підлоги лобі до верхівки найвищого шпиля. Це робить її десятою найвищою завершеною будівлею у місті станом на листопад 2019 року.
Ділянка поділена на три різні зональні зони, кожна з яких має різні вимоги до відступів. Під час проєктування команда Нувеля розробила похилу структуру, що відповідала вимогам зонування та обмеженням ділянки. Остаточний дизайн будівлі передбачає наявність п'яти шпилів.

### Фасад
Фасад будівлі сформований за допомогою бетонної діагональної сітки, що переносить структурну систему на зовнішню частину будівлі, забезпечуючи більше відкритого простору в інтер'єрі кожного поверху. Діагональна сітка була розроблена компанією WSP Global, яка більше року працювала над її деталізацією.

### Структурні особливості

#### Фундамент

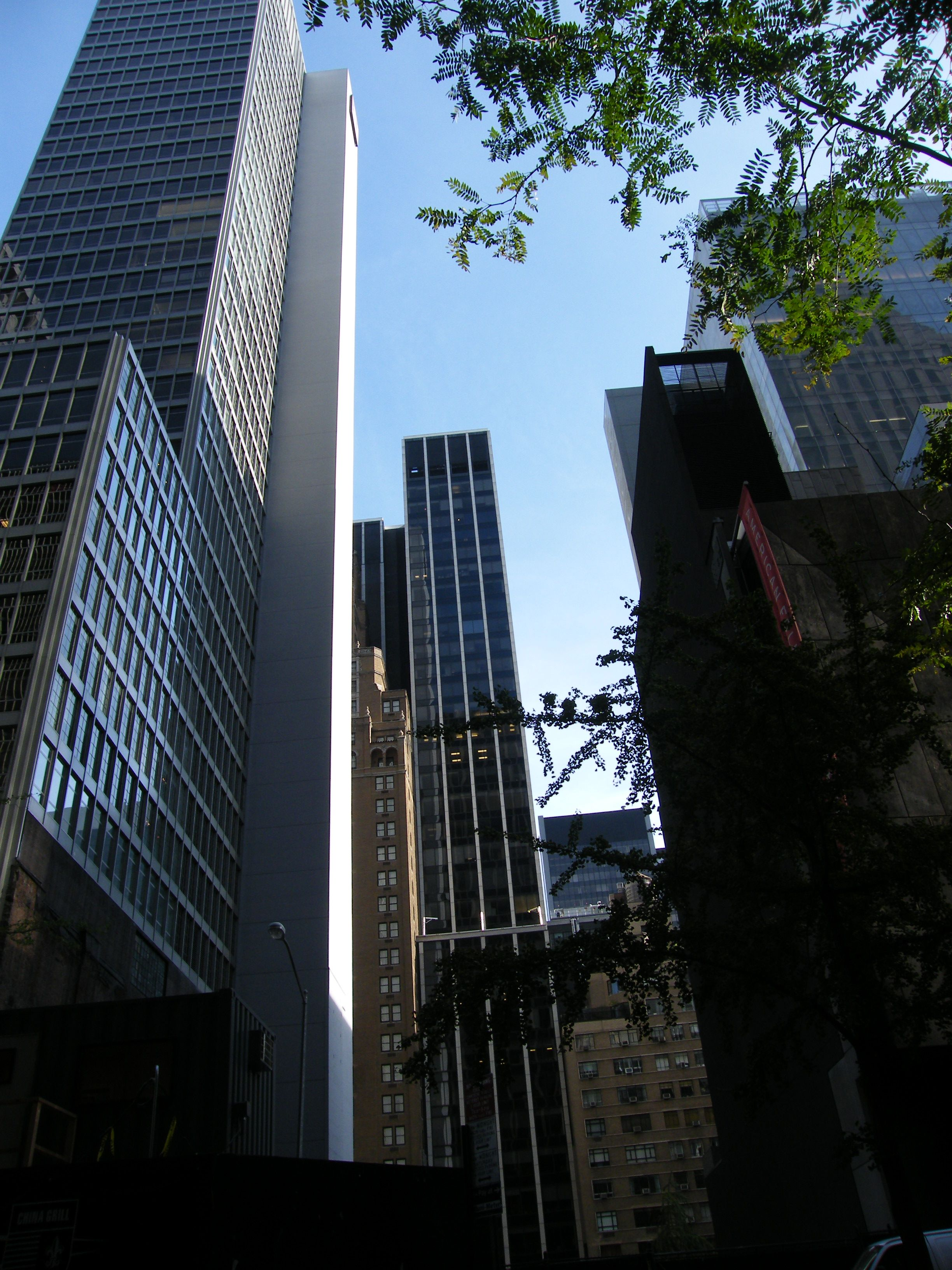
Будівля розташована між будівлею Financial Times ліворуч і Музеєм сучасного мистецтва праворуч.

Геотехнічна компанія Langan контролювала стан підстильної корінної породи та проводила сейсмічне планування. Ґрунт під будівлею складається з 8—35 фут (2,4—10,7 м) насипного шару, за яким йде 5—8 фут (1,5—2,4 м) піску, 2—61 фут (0,61—18,59 м) вивітреного сланцю з вмістом слюди і твердої породи сланцю.Hines, 2015, с. 226—227. Більша частина ґрунту в центральному Манхеттені може витримувати навантаження до 60 американська тонна/фут2 (590 т/м2), але на західній частині ділянки 53 West 53 раніше протікала річка. Підземні води знаходилися на глибині 15—18 фут (4,6—5,5 м) від рівня землі.Hines, 2015, с. 227. Вивітрений сланець на західній частині ділянки міг витримувати лише 8 американська тонна/фут2 (78 т/м2). Крім того, ділянка межувала з кількома сусідніми будівлями та тунелем 53-ї вулиці Нью-Йоркського метро (який обслуговує маршрут Шаблон:NYCS trains). Загальна глибина несучої корінної породи на місці будівництва 53 West 53 варіювалася до 70 фут (21 м).
Ділянка була вирита з використанням 33 залізобетонних кесонів, кожен з яких мав діаметр 3 фут (0,91 м). Кесони занурювалися на глибину не менше 30 фут (9,1 м), а там, де ділянка межувала з тунелем метро, кесони досягали глибини 70 фут (21 м), тобто тієї ж глибини, що й тунель. Деякі "високонавантажені" кесони були пробурені на західній частині ділянки для перерозподілу частини навантажень нижче тунелю. Підлога підвального рівня розташована на плитному фундаменті. Фундамент оточений бетонними стінами середньою товщиною 2 фут (0,61 м). Стіни жорсткості і колони на східному кордоні ділянки розташовані на бетонних фундаментах, що безпосередньо спираються на корінну породу, тоді як стіни жорсткості і колони на південному і західному кордонах встановлені на бетонних опорах над кесонами. Підвальний поверх складається з 16 дюйм-thick (410 мм) бетонної плити, а перший поверх — з 14 дюйм-thick (360 мм) бетонної плити.Hines, 2015, с. 229.